# يويكيهيرو
يويكيهيرو (باليابانية: yukihiro) هو طبال ومغني ياباني، ولد في 24 نوفمبر 1968 في ايشيكاوا في اليابان.

## وصلات خارجية
- الموقع الرسمي